# Diamanti e caramelle
Diamanti & caramelle è il quattordicesimo album degli Stadio, pubblicato da EMI Music Italy e Capitol Records, disponibile in LP e CD (catalogo 50999 679571 2 5) e per il download digitale a partire dal 27 settembre 2011.
Raggiunge la posizione numero 7 nella classifica italiana.
Il 12 novembre 2011 è iniziato ufficialmente il Diamanti & Caramelle tour, che si è concluso alla fine di ottobre dell'anno successivo ed ha visto, ancora una volta, la presenza in alcune tappe della cantante Noemi nei duetti con Curreri.

## Il disco
Anticipato dal singolo Gaetano e Giacinto, è corredato da un booklet digitale o da un libretto allegato al CD con i testi dei brani ed i crediti.
Registrato negli studi: Over (Cento, FE), Crativo (FE), Hit Factory (Livraga, LO), Il covo di Diabolik (Reggio Emilia, RE); mixato a Londra.
L'album rinnova la collaborazione con Noemi, per la quale Gaetano Curreri ad inizio anno aveva composto la musica di Vuoto a perdere su un testo di Vasco Rossi, e che il gruppo aveva già ospitato in alcune tappe del precedente Diluvio universale tour.

## Tracce
Gli autori del testo precedono i compositori della musica da cui sono separati con un trattino.
1. La promessa – 3:40 (testo: Saverio Grandi – musica: Saverio Grandi, Gaetano Curreri)
2. Diamanti e caramelle – 3:45 (testo: Carlo Rizioli, Saverio Grandi – musica: Carlo Rizioli, Gaetano Curreri)
3. Ferma la felicità – 4:00 (testo: Saverio Grandi – musica: Saverio Grandi, Gaetano Curreri)
4. Inseparabili – 3:38 (testo: Carlo Rizioli, Saverio Grandi – musica: Carlo Rizioli, Saverio Grandi, Gaetano Curreri)
5. Piuttosto che non averti mai incontrato – 3:53 (testo: Saverio Grandi – musica: Saverio Grandi, Gaetano Curreri)
6. Poi ti lascerò dormire – 3:36 (testo: Saverio Grandi – musica: Saverio Grandi, Gaetano Curreri)
7. Gaetano e Giacinto – 4:27 (testo: Andrea Mingardi – musica: Saverio Grandi, Gaetano Curreri)
8. Amore addio – 6:00 (testo: Saverio Grandi – musica: Andrea Fornili, Saverio Grandi, Gaetano Curreri)
9. Fammi sbagliare – 4:30 (testo: Geo Novi – musica: Saverio Grandi, Gaetano Curreri)
10. Onde d'inverno – 4:00 (testo: Carlo Rizioli – musica: Carlo Rizioli, Gaetano Curreri)
11. Un passo dopo l'orizzonte – 3:58 (testo: Alberto Pioppi – musica: Andrea Fornili)

Tracce bonus nell'edizione CD
1. Stadio e Noemi[9] – La promessa – 3:40 (testo: Saverio Grandi – musica: Saverio Grandi, Gaetano Curreri)

Tracce bonus nell'edizione digitale
1. Piuttosto che non averti mai incontrato (Skinny Alternative) – 4:33 (testo: Saverio Grandi – musica: Saverio Grandi, Gaetano Curreri)

## Formazione
Gruppo
- Gaetano Curreri – voce, cori
- Andrea Fornili – chitarra Fender, Guild e Jackson, tastiera, programmazione; arrangiamento (tracce 2, 8 e 11)
- Roberto Drovandi – basso 4/5 corde Fender
- Giovanni Pezzoli – batteria

Altri musicisti
- Saverio Grandi – chitarra acustica, chitarra elettrica, chitarra a 12 corde, pianoforte, tastiera, programmazione; produzione e arrangiamento (tracce 1, 3, 4, 5, 7 e 10), produzione con Curreri (tracce 2, 6, 8, 9 e 11)
- Nicolò Fragile – pianoforte, tastiera, organo Hammond, programmazione, cori; arrangiamento (tracce 6 e 9)
- Fabrizio Foschini – pianoforte (tracce 2, 8 e 11)
- Paride Sforza – sax
- Carlotta Cortesi, Elisa Paganelli, Fabio Campedelli – cori